# Champions Challenge 2007. (hokej na travi)
4. natjecanje za Champions Challenge u hokeju na travi za muške se održalo 2007. godine. Predstavljao je drugi jakosni razred svjetskog reprezentativnog hokeja na travi.

## Mjesto i vrijeme održavanja
Održao se od 23. lipnja do 1. srpnja 2007. u belgijskom gradu Boomu. Susreti su se igrali na igralištu hokejaškog kluba Braxgata. Natjecanje je organizirao Koninklijke Belgische Hockey Bond.

## Natjecateljski sustav
Igralo se po jednostrukom ligaškom sustavu. Za pobjedu se dobivalo 3 boda, za neriješeno 1 bod, a za poraz nijedan bod. 
Nakon ligaškog dijela, igralo se za poredak. Prvi i drugi na ljestvici su doigravali za zlatno odličje, treći i četvrti za brončano odličje, a peti i šesti na ljestvici za 5. i 6. mjesto. 6. je ispadao u niži natjecateljski razred.
Pobjednik je stjecao pravo sudjelovati u višem natjecateljskom razredu, na Prvačkom trofeju iduće godine u Rotterdamu, u Nizozemskoj.

## Sudionici
- Argentina
- Belgija, domaćin
- Engleska
- Indija
- Japan
- Novi Zeland

### Argentina
| 1. Juan Manuel Vivaldi (vratar) 2. Juan Gilardi 3. Mariano Chao (vratar) 4. Mario Almada (kapetan) 5. Lucas Rey 6. Rodrigo Vila 7. Lucas Cammareri | 1. Lucas Vila 2. Jorge Lombi 3. Fernando Zylberberg 4. Juan Garreta 5. Tomás Argento 6. Matias Rey 7. Lucas Argento | 1. Pedro Ibarra 2. Lucas Rossi 3. Agustin Corradini 4. Ignacio Bergner Trener Sergio Vigil |

### Belgija
| 1. Cédric Degreve (vratar) 2. Xavier Reckinger 3. Jérôme Dekeyser 4. Loïc Vandeweghe 5. John-John Dohmen 6. Thomas Van Den Balck 7. Maxime Luycx | 1. Charles Vandeweghe 2. Phillippe Goldberg 3. Gregory Gucasoff 4. Fabrice Bourdeaud'hui 5. Thomas Briels 6. Patrice Houssein 7. David van Rysselberghe (vratar) | 1. Simon Gougnard 2. Benjamin van Hove 3. Amaury De Cock 4. Jérôme Truyens Trener Giles Bonnet |

### Engleska
| 1. Nick Brothers (vratar) 2. Glenn Kirkham (kapetan) 3. Richard Alexander 4. Richard Mantell 5. Ashley Jackson 6. Simon Mantell 7. Martin Jones | 1. Matt Daly 2. Brett Garrard 3. Jonty Clarke 4. Rob Moore 5. Ben Hawes 6. Scott Cordon 7. Barry Middleton | 1. James Tindall 2. Jon Bleby 3. Ben Marsden 4. James Fair (vratar) Trener Jason Lee |

### Indija
| 1. Adrian d'Souza (vratar) 2. Dilip Tirkey 3. Sandeep Singh 4. Shivendra Singh 5. Rajpal Singh 6. Prabodh Tirkey (kapetan) 7. Bimal Lakra | 1. Damandeep Singh 2. William Xalxo 3. Sunil Yadav 4. Sardar Singh 5. Prabjoth Singh 6. Gurbaj Singh 7. Bharat Chikkara | 1. Tushar Khandker 2. Baljit Singh (vratar) 3. Roshan Minz 4. Vickram Kanth Trener Joaquim Carvalho |

### Japan
| 1. Shunsuke Nagaoka (vratar) 2. Kazuo Yoshida 3. Mitsuru Ito 4. Yutaka Bito 5. Kei Kawakami 6. Kenichi Katayama 7. Kazuyuki Ozawa (kapetan) | 1. Kazuhiro Tsubouchi 2. Hiroto Noda 3. Takahiko Yamabori 4. Ryuji Furusato 5. Akira Ito 6. Yuji Chaki 7. Keiji Maeda | 1. Takayasu Mizawa 2. Katsuyoshi Nagasawa 3. Yoshihiro Anai 4. Katsuya Takase (vratar) Trener Akira Takahashi |

### Novi Zeland
| 1. David Kosoof 2. Nicholas Haig 3. Andrew Hayward 4. Simon Child 5. Blair Hopping 6. Dean Couzins 7. Casey Henwood | 1. Ryan Archibald (kapetan) 2. Bradley Shaw 3. Bevan Hari 4. Paul Woolford (vratar) 5. Kyle Pontifex (vratar) 6. Phillip Burrows 7. Hayden Shaw | 1. Bryce Collins 2. Lloyd Stephenson 3. Benjamin Collier 4. Steven Edwards Trener Shane McLeod |

## Rezultati prvog dijela natjecanja
Satnice su po mjesnom vremenu (UTC+1).
| 23. lipnja 2007. 13:45 |       |                                            |                             |
| Indija                 | 0 : 2 | Novi Zeland                                | Suci: Deon Nel Kim Hong-Lae |
|                        |       | 63.' Hayden Shaw (k.u/k) 69.' David Kosoof | Suci: Deon Nel Kim Hong-Lae |

| 23. lipnja 2007. 16:00  |       |                                                    |                                  |
| Belgija                 | 1 : 2 | Japan                                              | Suci: Raghu Prasad James Pilgrim |
| Charles Vandeweghe 12.' |       | 16.' Ryuji Futusato 58.' Takahiko Yamabori (k.u/k) | Suci: Raghu Prasad James Pilgrim |

| 23. lipnja 2007. 18:30                                                  |       |                                                                                    |                                       |
| Engleska                                                                | 3 : 4 | Argentina                                                                          | Suci: Simon Taylor Gregory Uyttenhove |
| Richard Alexander 13.' Simon Mantell 52.' (k.u.) Ben Hawes 58.' (k.u/k) |       | 18.' Jorge Lombi (k.u/k) 40.' Jorge Lombi 45.' Lucas Rey (k.u/k) 51.' Rodrigo Vila | Suci: Simon Taylor Gregory Uyttenhove |

| 24. lipnja 2007. 14:00                                                                             |       |       |                                       |
| Novi Zeland                                                                                        | 4 : 0 | Japan | Suci: Raghu Prasad Gregory Uyttenhove |
| Hayden Shaw 31.' (k.u/k) Ryan Archibald 33.' Hayden Shaw 38.' (k.u/k) Phillip Burrows 49.' (k.u/k) |       |       | Suci: Raghu Prasad Gregory Uyttenhove |

| 24. lipnja 2007. 16:15                             |       |                                                                               |                               |
| Argentina                                          | 2 : 3 | Belgija                                                                       | Suci: Deon Nel Eduardo Lizana |
| Juan Gilardi 40.' (k.u/k) Jorge Lombi 68.' (k.u/k) |       | 6.' Gregory Gucasoff (k.u/k) 32.' Gregory Gucasoff (k.u/k) 54.' Thomas Briels | Suci: Deon Nel Eduardo Lizana |

| 24. lipnja 2007. 18:45                                         |       |                                                        |                                |
| Indija                                                         | 3 : 2 | Engleska                                               | Suci: Chen Dekang Kim Hong-Lae |
| Rajpal Singh 28.' Dilip Tirkey 41.' (k.u/k) Prabjoth Singh 54' |       | 33.' Richard Mantell (k.u/k) 48.' Jonty Clarke (k.u/k) | Suci: Chen Dekang Kim Hong-Lae |

| 26. lipnja 2007. 14:30 |       |                                                     |                                  |
| Japan                  | 0 : 2 | Argentina                                           | Suci: Chen Dekang Eduardo Lizana |
|                        |       | 10.' Pedro Ibarra (k.u/k) 15.' Rodrigo Vila (k.u/k) | Suci: Chen Dekang Eduardo Lizana |

| 26. lipnja 2007. 16:45 |       |                                                                            |                             |
| Engleska               | 1 : 3 | Novi Zeland                                                                | Suci: Deon Nel Raghu Prasad |
| Rob Moore 43.' (k.u/k) |       | 10.' Hayden Shaw (k.u/k) 48.' Hayden Shaw (k.u/k) 62.' Dean Couzins (k.u.) | Suci: Deon Nel Raghu Prasad |

| 26. lipnja 2007. 19:00        |       |                                                                                               |                                  |
| Belgija                       | 1 : 4 | Indija                                                                                        | Suci: Simon Taylor James Pilgrim |
| Gregory Gucasoff 26.' (k.u/k) |       | 13.' Sandeep Singh (k.u/k) 18.' Prabjoth Singh 31.' Shivendra Singh 68.' Dilip Tirkey (k.u/k) | Suci: Simon Taylor James Pilgrim |

| 28. lipnja 2007. 14:30                                                                      |       |                                                                                           |                                       |
| Engleska                                                                                    | 4 : 3 | Japan                                                                                     | Suci: Simon Taylor Gregory Uyttenhove |
| Richard Mantell 29.' (k.u/k) Richard Alexander 50.' (k.u/k) Jonty Clarke 61.' Rob Moore 66' |       | 10.' Takahiko Yamabori (k.u/k) 59.' Yoshihiro Anai (k.u/k) 70.' Takahiko Yamabori (k.u/k) | Suci: Simon Taylor Gregory Uyttenhove |

| 28. lipnja 2007. 16:45                    |       |                           |                                 |
| Argentina                                 | 2 : 1 | Indija                    | Suci: Chen Dekang James Pilgrim |
| Jorge Lombi 39.' (k.u/k) Mario Almada 60' |       | 64.' Sandeep Singh (k.u.) | Suci: Chen Dekang James Pilgrim |

| 28. lipnja 2007. 19:00                                     |       |                                                                 |                                   |
| Novi Zeland                                                | 3 : 3 | Belgija                                                         | Suci: Eduardo Lizana Kim Hong-Lae |
| Simon Child 14.' Dean Couzins 19.' (k.u.) Simon Child 27.' |       | 8.' Thomas Briels 17.' Xavier Reckinger 38.' Charles Vandeweghe | Suci: Eduardo Lizana Kim Hong-Lae |

| 30. lipnja 2007. 11:30                                                       |       |                                                           |                                |
| Novi Zeland                                                                  | 3 : 3 | Argentina                                                 | Suci: Chen Dekang Kim Hong-Lae |
| Phillip Burrows 15.' (k.u/k) Hayden Shaw 46 (k.u/k) Hayden Shaw 70.' (k.u/k) |       | 16.' Lucas Vila 27.' Juan Garreta 69.' Lucas Vila (k.u/k) | Suci: Chen Dekang Kim Hong-Lae |

| 30. lipnja 2007. 13:45                                                                              |       |                                                                      |                                        |
| Indija                                                                                              | 4 : 3 | Japan                                                                | Suci: James Pilgrim Gregory Uyttenhove |
| Sandeep Singh 7.' (k.u/k) Prabjoth Singh 22.' (k.u/k) Prabjoth Singh 34.' Dilip Tirkey 48.' (k.u/k) |       | 11.' Kenichi Katayama 47.' Takahiko Yamabori 65.' Kazuhiro Tsubouchi | Suci: James Pilgrim Gregory Uyttenhove |

| 30. lipnja 2007. 16:00                                     |       | |                             |
| Belgija                                                    | 2 : 6 | Engleska                                                                                                | Suci: Deon Nel Raghu Prasad |
| Jérôme Dekeyser 47.' (k.u/k) Gregory Gucasoff 60.' (k.u/k) |       | 26.' Martin Jones 28.' Matt Daly 53.' Simon Mantell 58.' Matt Daly 65.' Jonty Clarke 70.' Simon Mantell | Suci: Deon Nel Raghu Prasad |

### Poredak nakon prvog dijela natjecanja
```
 1. 
 Novi Zeland       5      3     2     0     (15: 7)      
11

 2. 
 Argentina         5      3     1     1     (13:10)      
10

 
 3. 
 Indija            5      3     0     2     (12:10)      
 9

 
 4. 
 Engleska          5      2     0     3     (16:15)      
 6

 
 5. 
 Belgija           5      1     1     3     (10:17)      
 4

 
 6. 
 Japan             5      1     0     4     ( 8:15)       
3
```

## Doigravanje
- za 5. mjesto

| 1. srpnja 2007. 12:30                                                         |       | |                                |
| Belgija                                                                       | 3 : 4 | Japan                                                                                                 | Suci: Simon Taylor Chen Dekang |
| Jérôme Dekeyser 17.' (k.u/k) Jérôme Dekeyser 21.' (k.u/k) Amaury de Cock 62.' |       | Katsuyoshi Nagasawa 25.' Takahiko Yamabori 27.' (k.u/k) Kazuo Yoshida 57.' (k.u.) Yoshihiro Anai 68.' | Suci: Simon Taylor Chen Dekang |

- za brončano odličje

| 1. srpnja 2007. 15:00                                                               |       |                                                                      |                               |
| Indija                                                                              | 4 : 3 | Engleska                                                             | Suci: Deon Nel Eduardo Lizana |
| Tushar Khandker 3.' Tushar Khandker 6.' Sandeep Singh 14.' (k.u/k) Roshan Minz 22.' |       | Rob Moore 34.' James Tindall 55.' (k.u/k) Simon Mantell 63.' (k.u/k) | Suci: Deon Nel Eduardo Lizana |

- za zlatno odličje

| 1. srpnja 2007. 17:30                             |               |                                                                            |                                  |
| Novi Zeland                                       | 2 : 3 (prod.) | Argentina                                                                  | Suci: James Pilgrim Kim Hong-Lae |
| Hayden Shaw 44.' (k.u/k) Hayden Shaw 49.' (k.u/k) |               | Jorge Lombi 66.' (k.u/k) Jorge Lombi 67.' (k.u/k) Jorge Lombi 75.' (k.u/k) | Suci: James Pilgrim Kim Hong-Lae |

## Završni poredak
| Mj. | Momčad      |
| --- | ----------- |
| 1.  | Argentina   |
| 2.  | Novi Zeland |
| 3.  | Indija      |
| 4.  | Engleska    |
| 5.  | Japan       |
| 6.  | Belgija     |

| Pobjednici Champions Challengea |
| ------------------------------- |
| Argentina Drugi naslov          |

## Najbolji sudionici
- najbolji strijelci

| Mj. | Hokejaš           | i/i | k.u/k | k.u. | Uk. |
| --- | ----------------- | --- | ----- | ---- | --- |
| 1.  | Hayden Shaw       | 0   | 9     | 0    | 9   |
| 2.  | Jorge Lombi       | 1   | 6     | 0    | 7   |
| 3.  | Takahiko Yamabori | 0   | 5     | 0    | 5   |
| 4.  | Gregory Gucasoff  | 0   | 4     | 0    | 4   |
| 4.  | Simon Mantell     | 2   | 1     | 1    | 4   |
| 4.  | Prabjoth Singh    | 3   | 1     | 0    | 4   |
| 7.  | Jonty Clarke      | 2   | 1     | 0    | 3   |
| 7.  | Jérôme Dekeyser   | 0   | 3     | 0    | 3   |
| 7.  | Rob Moore         | 2   | 1     | 0    | 3   |
| 7.  | Sandeep Singh     | 0   | 2     | 1    | 3   |
| 7.  | Dilip Tirkey      | 0   | 3     | 0    | 3   |

Tumač:
i/i = iz igre

k.u/k = kazneni udarac iz kuta

k.u. = kazneni udarac

## Vanjski izvori
- (engl.) Službene stranice natjecanja  Arhivirana inačica izvorne stranice od 20. kolovoza 2008. (Wayback Machine)